# Bonrepos-Riquet
Bonrepos-Riquet är en kommun i departementet Haute-Garonne i regionen Occitanien i södra Frankrike. Kommunen ligger i kantonen Verfeil som tillhör arrondissementet Toulouse. År 2022 hade Bonrepos-Riquet 295 invånare.

## Befolkningsutveckling
Antalet invånare i kommunen Bonrepos-Riquet
Referens:INSEE